# Dudu, Chongqing
Dudu (kinesiska: 都督) är en socken i sydvästra Kina. Den ligger i Fengdu härad i storstadsområdet Chongqing, omkring 150 kilometer öster om det centrala stadsdistriktet Yuzhong. Antalet invånare är 3 492. Befolkningen består av 1 662 kvinnor och 1 830 män. Barn under 15 år utgör 25,0 %, vuxna 15-64 år 60 %, och äldre över 65 år 14,0 %.